# Numerius Fabius Ambustus
Numerius Fabius Ambustus entstammte der römischen Patrizierfamilie der Fabier und war 406 und 390 v. Chr. Konsulartribun.

## Leben
Numerius Fabius Ambustus war laut der Filiationsangabe der Fasti Capitolini der Sohn eines Marcus Fabius Ambustus, während sein Großvater das Pränomen Quintus führte. 406 v. Chr. amtierte er erstmals als Konsulartribun. In diesem Jahr wurde die Auszahlung eines regelmäßigen Soldes für die römischen Krieger eingeführt. Damals brach auch ein zehnjähriger Krieg zwischen den Bewohnern der etruskischen Stadt Veji und den Römern aus, und letztere konnten in einer weiteren militärischen Auseinandersetzung des Jahres 406 v. Chr. ferner eine Stadt der Volsker, Anxur, die später Tarracina genannt wurde, erobern. Diese drei von Diodor kurz überlieferten Fakten werden in der Forschung als historisch zuverlässig betrachtet, wie im Allgemeinen Diodors Geschichtswerk in Bezug auf die frühe Römische Republik als glaubwürdiger als jenes des Titus Livius gilt. Die Erstürmung Anxurs wird von Livius wesentlich ausführlicher beschrieben und laut seinen Angaben soll Numerius Fabius Ambustus am meisten zu diesem Erfolg beigetragen haben. Die hier erzählten Details können keinen Anspruch auf Historizität erheben, auch wenn Livius bei seinem Bericht vielleicht deutlich ältere Vorgänger wie Quintus Ennius gehabt hatte.
Möglicherweise war Numerius Fabius Ambustus 398 v. Chr. Gesandter zum Orakel von Delphi. 391 v. Chr. soll er mit seinen zwei Brüdern bei einer diplomatischen Mission die Kelten bzw. Gallier provoziert haben und im Anschluss nicht wie von diesen gefordert ausgeliefert, sondern im Gegenteil sogar für 390 v. Chr. zum zweiten Mal zu einem der Konsulartribunen gewählt worden sein, was die  keltische Eroberung Roms herbeigeführt habe; für eine ausführliche Darstellung hierzu siehe Quintus Fabius Ambustus.
Numerius Fabius Ambustus war der Vater des dreimaligen Konsuls Marcus Fabius Ambustus.